# Always Tell Your Wife
Pour plus de détails, voir Fiche technique et Distribution.
Always Tell Your Wife est un court métrage britannique muet de Hugh Croise, sorti en 1923. Le film fut coréalisé par Alfred Hitchcock, dont le nom n'apparaît cependant pas au générique.

## Fiche technique
- Titre : Always Tell Your Wife
- Titre original : Always Tell Your Wife
- Réalisation : Hugh Croise et Alfred Hitchcock (non crédité)
- Scénario : Hugh Croise d'après la pièce de Seymour Hicks, Always Tell Your Wife
- Production : Seymour Hicks (Seymour Hicks Productions)
- Pays de production :  Royaume-Uni
- Format : Noir et blanc - Film muet
- Date de sortie : 1923

## Distribution
- Seymour Hicks : le mari
- Gertrude McCoy : sa femme
- Stanley Logan : Jerry Hawkes